# Прибрам, Карл
Карл Гарри Прибрам (нем. Karl H. Pribram; 25 февраля 1919, Вена — 19 января 2015) — американский врач, психолог и нейрофизиолог австрийского происхождения.

## Биография
В 1927 году переехал вместе с семьёй в США. Окончил Чикагский университет, на протяжении многих лет профессор Стэнфордского, а затем Джорджтаунского университетов. Почётный доктор Монреальского и Бременского университетов. Один из авторов голографической концепции деятельности мозга, опирающейся на идеи Дэвида Бома. Среди наиболее известных работ Прибрама — книга «Языки мозга» (англ. Languages of the Brain; 1971, русский перевод 1975).

## Научные идеи
Междисциплинарные подходы, выдвинутые и разработанные К. Прибрамом в области «голографической нейрофизиологии» сопряжены с идеями кибернетики.
«Языки мозга» Прибрам рассматривал на основе детерминации психического поведения человека в результате переработки (кодирования и перекодирования) поступающей в его мозг информации — образной и семантической.
В 1960 году К. Прибрам совместно с Дж. Миллером и Е. Галантером опубликовал книгу «Программы и структура поведения: подробное описание модели T — O — T — E», в которой была изложена Модель T.O.T.E.